# Cupressus macrocarpa
Il cipresso di Monterey (Cupressus macrocarpa Hartw. ex Gordon, 1849)  è un albero della famiglia Cupressaceae originario delle coste della California (di preciso della Baia di Monterey), dove cresce in pendii rocciosi e inerpicati esposti al mare. Fu introdotto in Europa nel XIX secolo come pianta ornamentale per la sua bellezza e il suo portamento elegante, ed è oggi una delle piante ornamentali più diffuse nei parchi e giardini.

## Descrizione
L'albero può raggiungere i 20 metri di altezza e ha una chioma prima conica e poi espansa, che con l'età assume un portamento a ombrello. Il tronco è diritto e robusto, con una corteccia di colore bianco-grigiastra o nocciola chiaro. Le foglie sono squamiformi, persistenti e di colore verde scuro. I fiori sono maschili e femminili e si sviluppano in primavera. I frutti sono dei galbuli globosi o ellissoidali di colore bruno scuro.
È una pianta che predilige terreni sciolti e ben drenati. Nei primi anni di vita è consigliabile proteggerlo dal vento forte. Le piante giovani hanno bisogno di protezione anche dal freddo, in caso di temperature inferiori allo zero. Può essere esposto in pieno sole o all'ombra, ma è importante che abbia una buona luce durante tutto il giorno.
Strofinando o potando le foglie la pianta emana un intenso e caratteristico profumo di limone.

## Distribuzione e habitat
Il suo areale è ristretto alle aree costiere della contea di Monterey, in California (USA).

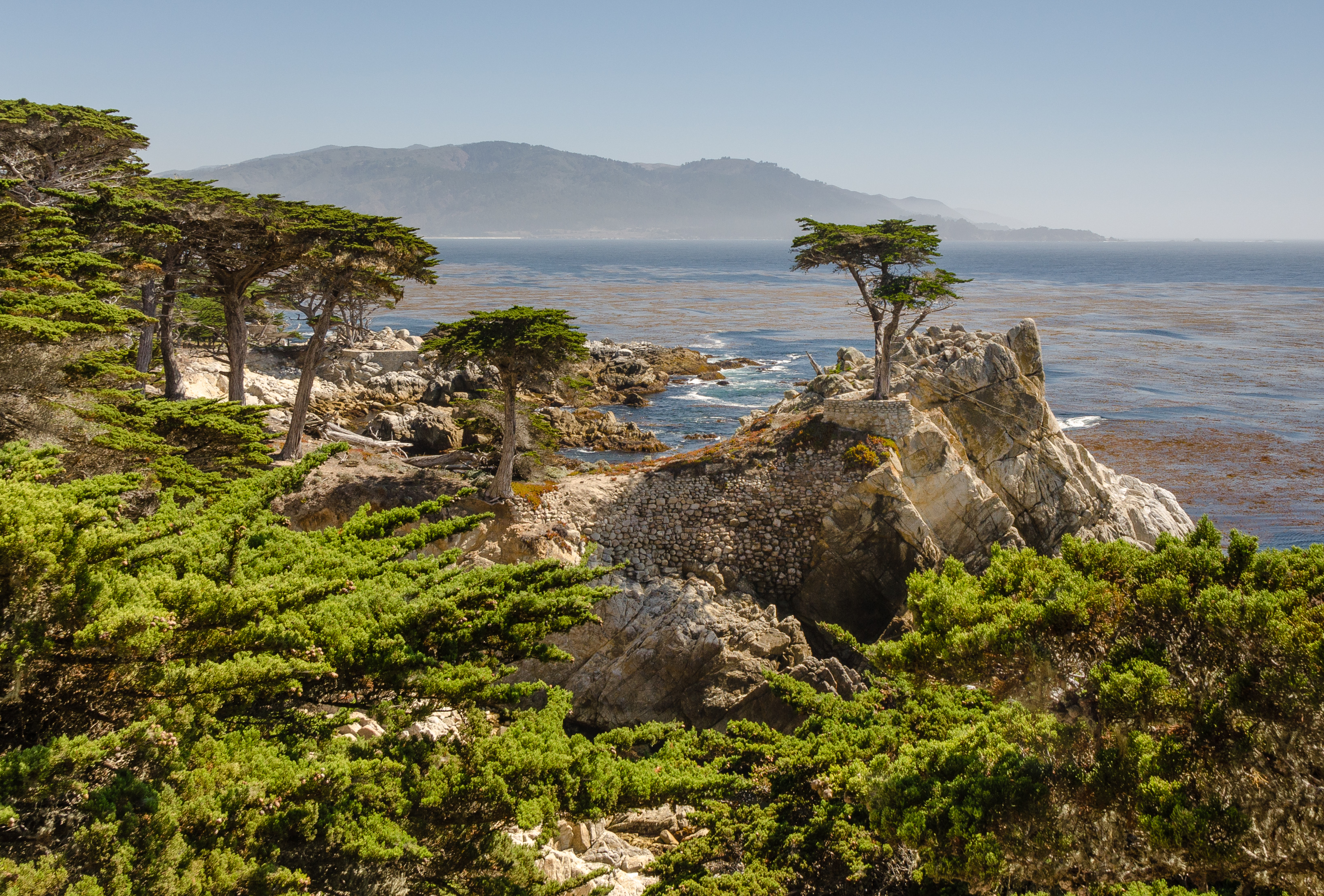
"Lone Cypress", un Cupressus macrocarpa vecchio 250 anni sulla 17-Mile Drive, California.

## Conservazione
La IUCN Red List classifica Cupressus macrocarpa come specie vulnerabile.

## Coltivazione
Se coltivata in piena terra all'aperto, non necessita di annaffiature.
Per la coltivazione in vaso, nel periodo estivo le annaffiature andrebbero fatte una volta a settimana. Gli eccessi di acqua  possono far marcire la pianta.
Il terreno ideale deve essere sciolto e ben drenato, composto da 3 parti di torba e 1 di terriccio, sostanze organiche animali o vegetali, ed elementi inerti come pomice,o agriperlite.
In primavera e in autunno si possono fare degli interventi di difesa con insetticidi e fungicidi, per prevenire attacchi di afidi che sono facilitati da piogge frequenti e un alto tasso di umidità.
Le potature se necessarie andrebbero fatte a fine inverno.
La pianta può essere esposta in pieno sole o all'ombra, l'importante che abbia una buona luce durante tutto il giorno, e che sia riparata da vento forte.
Se la pianta è giovane è consigliabile coprirla con un sacco trasparente o riporla in una serra se le temperature scendono sotto lo zero.

## Cultivar
- Cupressus macrocarpa cultivar Goldcrest, è di forma colonnare-conica
- Cupressus macrocarpa cultivar Wilma, di  dimensioni molto più ridotte e di colore più chiaro

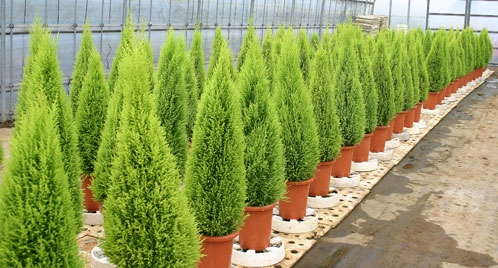
Cupressus macrocarpa cv. Goldcrest
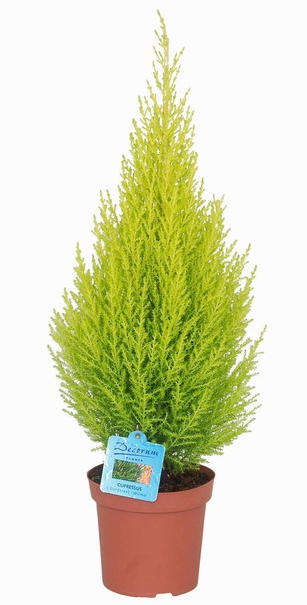
Cupressus macrocarpa cv. Wilma